# Excelsior Régina Palace
Pour les articles homonymes, voir Régina (homonymie).
Pour les articles homonymes, voir Excelsior.
L'Excelsior Régina Palace est le nom donné à un hôtel de luxe de Nice entre 1897 et 1935. Il est situé sur la colline de Cimiez (cote : 104 mètres) sur le boulevard du même nom, et a été reconverti dans les années 1930 en immeuble d'habitation.

## Historique

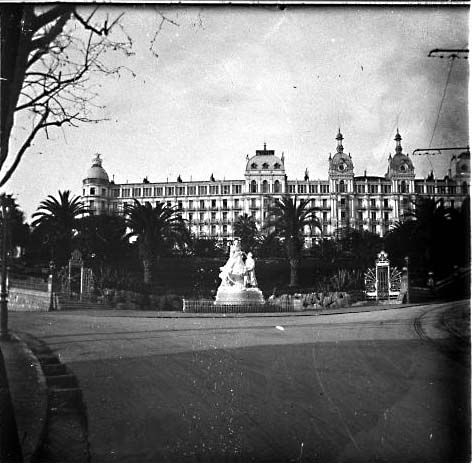
Photo ancienne du Regina.

En 1860, après l'annexion du comté de Nice à la France, l’accès aux collines de l’agglomération niçoise n’est pas aisé. En 1879, la colline de Cimiez devient un placement sûr pour les sociétés foncières qui achètent de très nombreuses parcelles dans le but d’y réaliser d’importants programmes immobiliers. Pour répondre aux attentes des investisseurs, la voie tracée en pointillé sur le cadastre de 1875, depuis l’avenue Désambrois jusqu’aux arènes de Cimiez, est ouverte et devient carrossable en 1881. Progressivement, en moins d’une décennie, les terres agricoles disparaissent au profit de riches demeures et d’hôtels de luxe. En cette fin de siècle, toute l’aristocratie européenne, éprise de climatisme hivernal, se donne rendez-vous sur la Riviera. 
La manne laissée par cette riche clientèle incite les financiers à imaginer un immense palace culminant au-dessus du boulevard et pourvu d'un confort haut de gamme. Dans les années 1880, la reine Victoria d’Angleterre séjourne successivement à Menton, Cannes et Grasse. Le projet « Palace » se précise, en 1895, lors d’un séjour, dit-on insatisfait, de la souveraine au Grand hôtel de Cimiez à qui on promet de construire un hôtel-résidence adapté à ses exigences (électricité, tout à l’égout, chauffage central, etc.). La reine sensible à toutes ces attentions promet de venir résider le printemps suivant dans ce nouvel hôtel construit à son intention.
Les travaux de terrassements débutent, et l’hôtel est achevé en moins de deux ans, au début de l’année 1897. Il est administré par une société d’exploitation qui le nomme Excelsior Hôtel Regina. Fidèle à sa promesse, la souveraine et sa suite viennent y séjourner du 12 mars au 28 avril 1897, puis du 13 mars au 28 avril 1898 et une troisième et dernière fois du 12 mars au 2 mai 1899. Durant la Première Guerre mondiale, il est réquisitionné et l’autorité militaire le transforme en un hôpital militaire. Le 28 janvier 1920, il est racheté par une société immobilière qui l’appelle Hôtel Regina. Le krach boursier de 1929 et la balnéarité naissante portent, après quelques années, un coup fatal aux hôtels collinaires, en particulier ceux de Cimiez. En 1934, il est déclaré en faillite puis vendu aux enchères ainsi que son mobilier l’année suivante. Le 17 juillet 1937, une nouvelle société immobilière (dirigée par Victor Saglia) voit le jour sous le nom de copropriété « Le Regina », et les quatre cents chambres sont transformées en quatre-vingt-dix-huit appartements. De 1938 à 1943, le peintre Henri Matisse vécut au Régina, dans un vaste appartement - atelier. 

## Description

### L'édifice

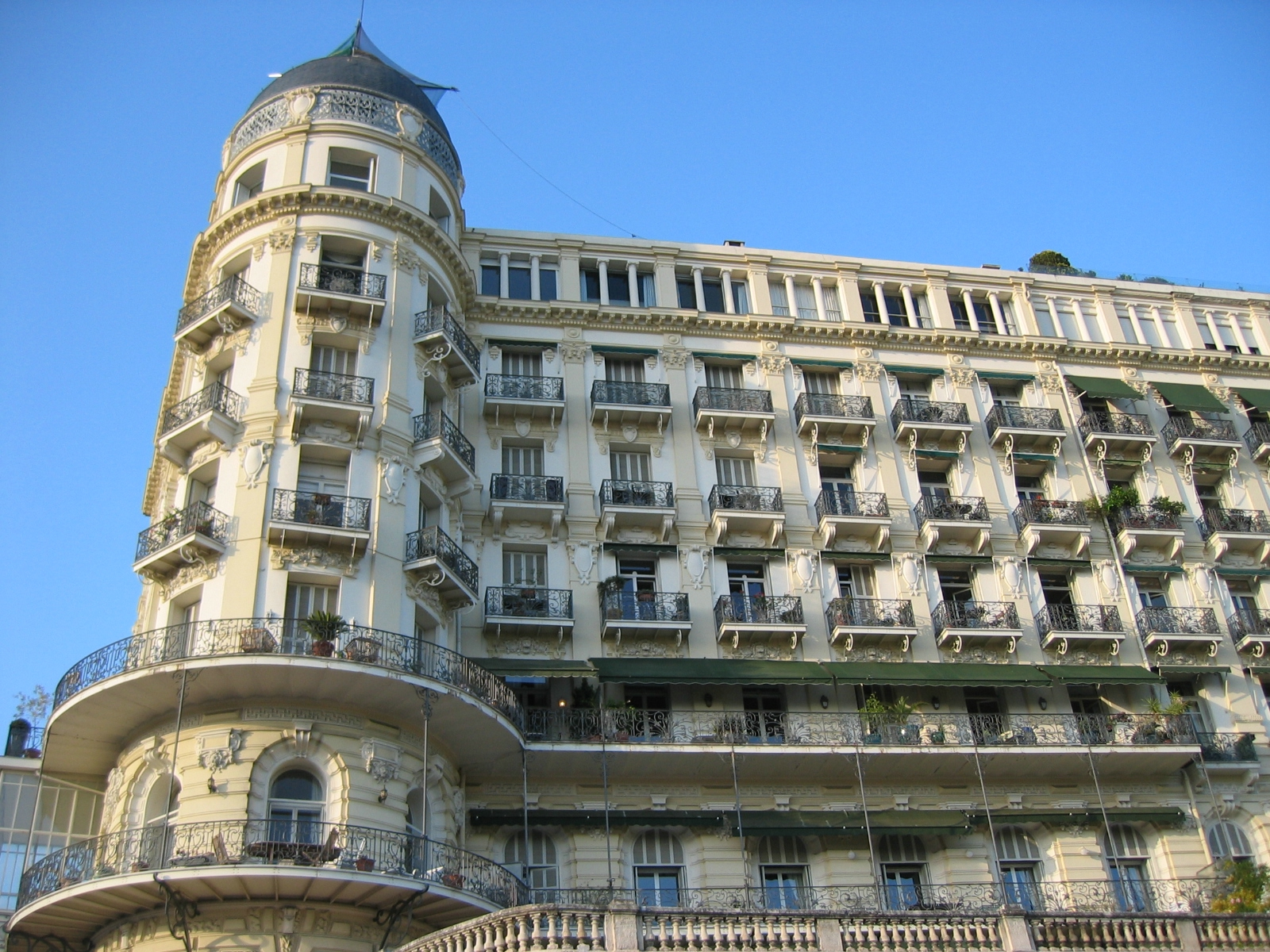
Aperçu d'une des coupoles.

Sa construction est confiée à l'architecte Sébastien-Marcel Biasini (1841-1913) et l'architecte François-Félix Gordolon (1852-1901) pour la partie métallique, il dessina  les fers forgés, la couronne qui surmontait les appartements de la Reine et la décoration intérieure, Gustave Eiffel l'aida pour aller plus vite en offrant la réalisation de la couronne. La superficie de l'édifice est de 6 260 m2 répartie sur cinq étages (plus un sixième sous les combles) avec une longueur totale de façade de 150 mètres (façade sud de 104 mètres et façade sud-est de 45 mètres). La conception de l'ensemble repose sur des techniques de décoration caractéristiques dite de la Belle Époque. Les façades sont traitées par l'accumulation de plusieurs ornements (placages de relief en stucs, oriels verticaux, combles surmontés de coupole, marquises de verre, touche d'orientalisme…) ce qui donne au futur hôtel un aspect de luxe omniprésent. La couronne en fer forgé qui surplombe l'aile gauche qui abrite les appartements de la reine Victoria a été conçue et réalisée selon les plans de François-Félix Gordolon (1852-1901). 
À l'intérieur, le palace est d'une grande modernité. À tous les étages, des ascenseurs garantissent un service soigné. Le chauffage central et l'eau chaude sont assurés par des chaudières à charbon, puis à mazout à partir de 1957. Le nouvel hôtel est pourvu d'un réseau d'assainissement qui évacue les eaux usées, dans des canalisations enterrées, vers le bas de la colline. L’éclairage électrique est dispensé par des lampes à incandescence de type Edison.

### Le jardin
Il est situé en face de l'hôtel. On y accède au moyen d'une passerelle en marbre et en métal ouvragé. D'une superficie de 8 250 m2, il est créé sur un terrain rehaussé avec de la terre extraite lors du creusement de la fondation du bâtiment. Dès 1897, il est aménagé en promenade avec des pelouses parsemées de végétaux tropicaux, céramiques vernissées et d'une serre. Une buvette permet de se désaltérer. Un terrain de badminton et un autre de croquet sont installés ainsi qu'une piste cyclable. Aujourd'hui peu d'éléments d'époque subsistent, la serre tropicale a laissé la place à un solarium et les espaces gazonnés à un court de tennis, et ce jardin n'a plus le même attrait que jadis.
À l'entrée sud du parc, une haute statue de marbre blanc représente la reine Victoria recevant des brassées de fleurs offertes par des jeunes filles. Le monument inauguré le 12 avril 1912 est l'œuvre du sculpteur Louis Maubert.

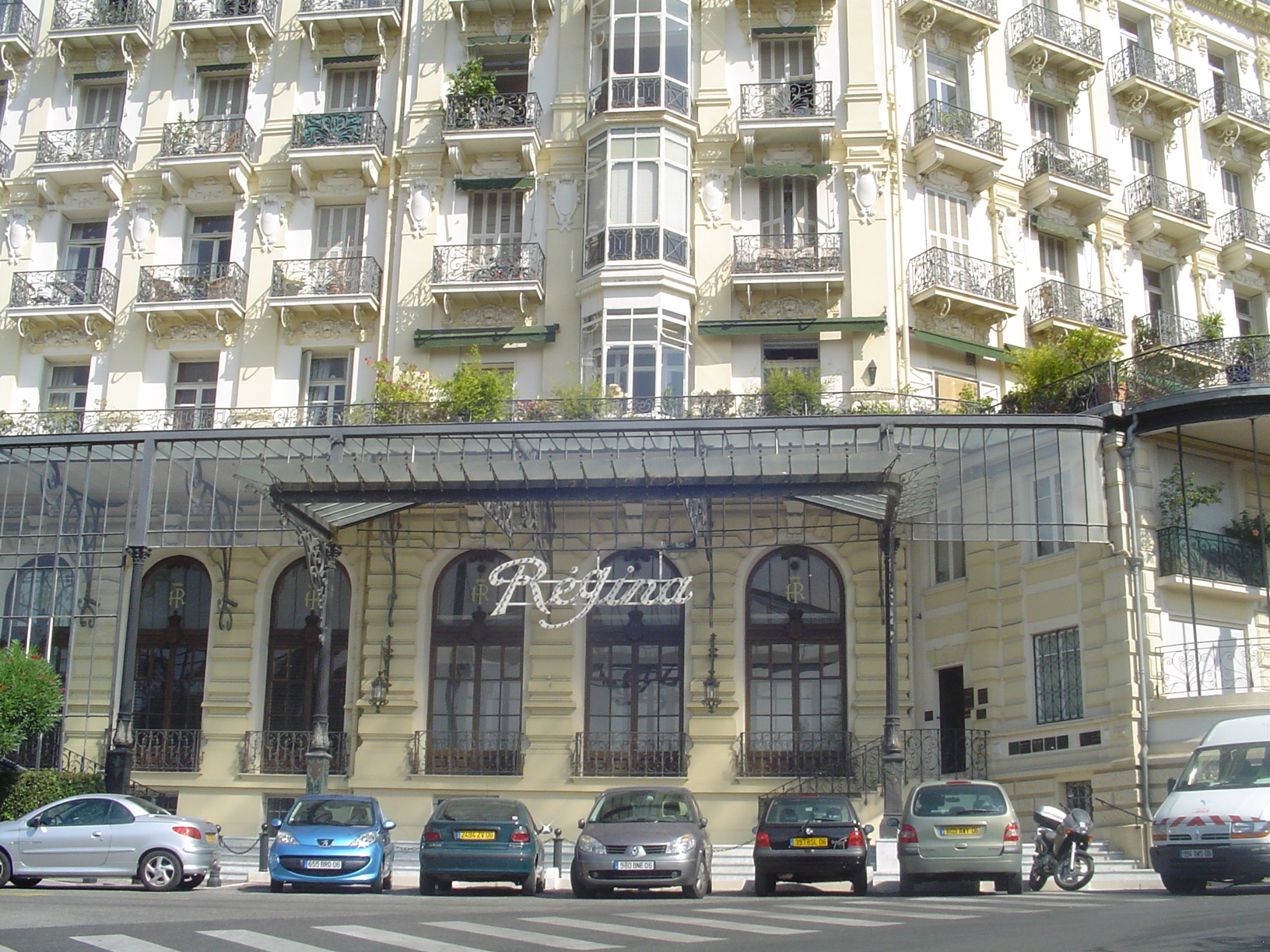
Vue du rez-de-chaussée extérieur.
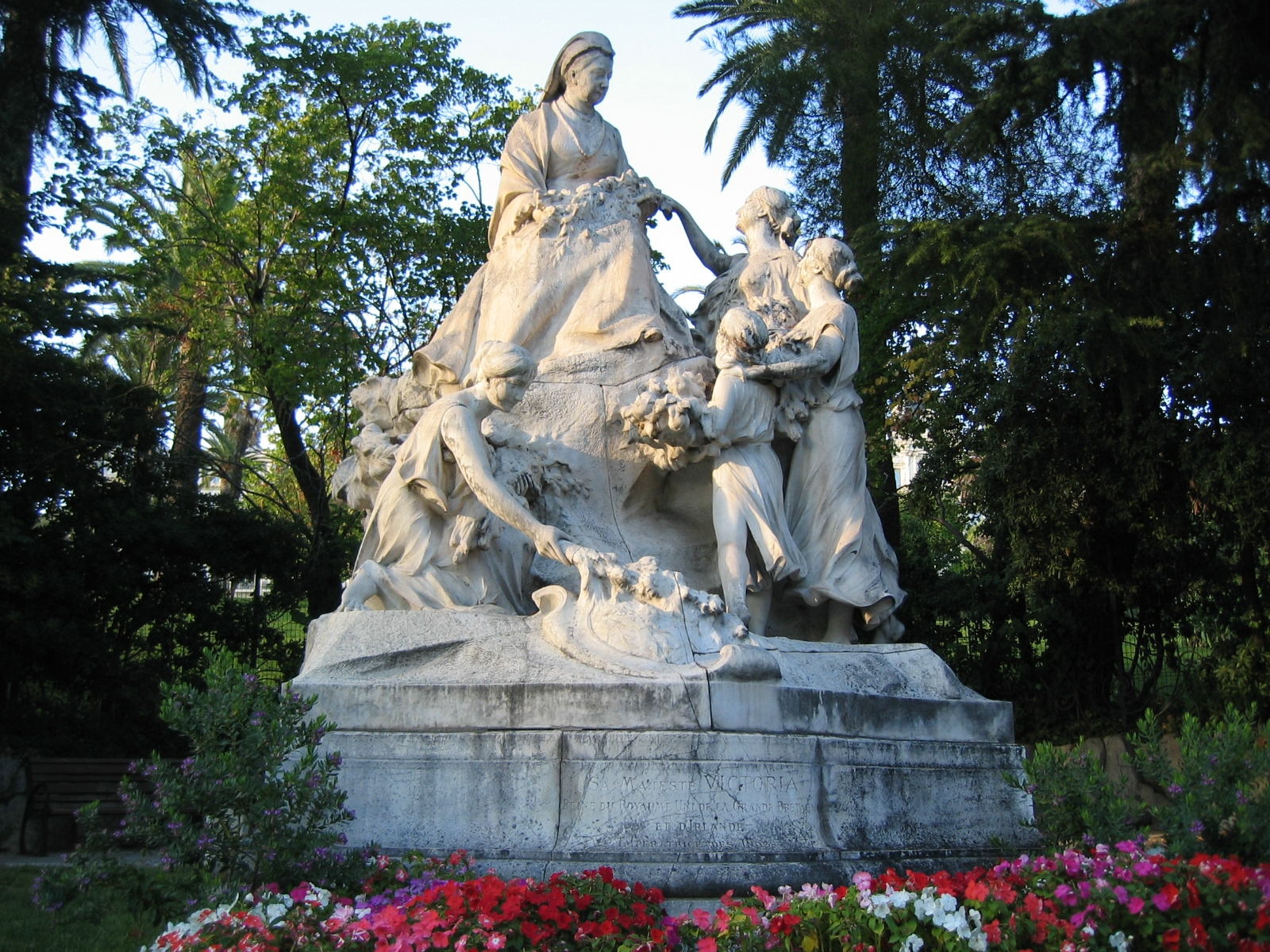
Monument à la reine Victoria.

## Inscription aux monuments historiques
L'ensemble suivant est inscrit aux monuments historiques le 6 juillet 1992 :
- Les façades et toiture ainsi que les terrasses et escaliers ;
- À l'intérieur, la véranda, le grand hall, le grand escalier et sa cage, les couloirs et halls secondaires du rez-de-chaussée et éléments de décor (boiseries, blocs de boîtes aux lettres, luminaires, glaces…) ;
- La passerelle d'accès au jardin au-dessus de la traverse Regina ;
- Le jardin, y compris les façades et toiture de l'ancienne buvette ;
- Le monument à la reine Victoria situé sur le domaine public.